# Pretty Maids
Pretty Maids er et dansk heavy metal-band fra Horsens, som blev dannet af Ronnie Atkins (borgerligt navn Paul Christensen) og Ken Hammer i 1981. Bandet havde sin storhedstid i 1980'erne, men er stadige aktive på den danske så vel som den udenlandske musikscene. Bandet er mest kendt for deres coverversion af John Sykes/Thin Lizzy-sangen "Please Don't Leave Me", som blev udgivet på albummet Sin-Decade fra 1992.
Efter de 2 seneste anmelderroste album Pandemonium og Motherland, har bandet udgivet en genindspilning af gamle numre fra 1995 til 2006, Louder Than Ever, som udkom marts 2014 og indeholder 4 nye sange.
Bandet består i dag af medlemmerne Ronnie Atkins (vokal), Ken Hammer (guitar), Allan Sørensen (trommer), Chris Laney (keyboard) og Rene Shades (bas).

## Historie
Bandet indspillede minialbummet Pretty Maids, og havde i august 1983 spillet for 120 mennesker i Horsens, samt optrådt i København foran 3.500 mennesker som support for Black Sabbath. I et interview med det engelske medie Sounds havde Paul Christensen rundet en anelse op i det estimerede salgstal for minialbummet på grund af optimisme (50.000 eksemplarer). Men det ledte faktisk til, at det store pladeselskab CBS genudgav minialbummet næste år.
Bandet har i tidens løb solgt flere hundredetusinde album, og fik et lokalt gennembrud i Japan i 90'erne. Igennem tiden har bandet varmet op for navne som Black Sabbath, Rainbow, Whitesnake, Deep Purple, Alice Cooper og Saxon. Desuden spillede de til Monsters of Rock i Tyskland i 1987 sammen med hovednavnene Metallica og Deep Purple. I 1983 blev bandet kåret til årets band af det ansete engelske blad Kerrang!. Rick Hanson forlod bandet få uger før takeoff til New York, hvor albummet Future World (1987) skulle have været det store gennembrud i USA. Det var produceret af Eddie Kramer, og på udgivelsestidspunktet var det dyrest producerede album fra et dansk band. Det store gennembrud udeblev, men albummet præsterede at tjene godt med mere end 250.000 solgte eksemplarer. På albummet Jump the Gun fra 1990 medvirkede trommeslageren Ian Paice og det blev produceret af Roger Glover, begge fra Deep Purple.
I 2019 spillede bandet jævnligt rundt omkring i Danmark, Sverige, Tyskland Spanien og Japan, hvor de har en relativt stor fanskare.
5. oktober 2019 meddelte gruppen at forsanger Ronnie Atkins havde fået konstateret lungekræft, og at de aflyste alle koncerter frem til slutningen af januar 2020. Han blev erklæret rask i februar 2020, men seks uger efter fik han besked på at kræften havde bredt sig til knoglerne og ikke kunne helbredes.
I februar 2021 meddelte Ronnie Atkins, at han er i terminal fase med sin lungekræft.[kilde mangler] Samtidig udsendte han sit soloalbum One Shot med sange, som han har skrevet under sit sygdomsforløb.[kilde mangler] Han siger at han skrev sangene delvist som en form for selvterapi, der har hjulpet ham med at rumme de tanker og følelser, som sygdomsforløbet har medført.[kilde mangler]

## Diskografi
Pretty Maids har siden deres begyndelse i 1981 udgivet 13 studiealbum og 4 EP'er. De har desuden udgivet 4 opsamlingsalbum, samt 4 liveudgivelser.

### Studiealbum
- Red Hot and Heavy (1984)
- Future World (1987)
- Jump The Gun (1990)
- Sin-Decade (1992)
- Stripped (1993)
- Scream (1994)
- Spooked (1997)
- Anything Worth Doing Is Worth Overdoing (1999)
- Carpe Diem (2000)
- Planet Panic (2002)
- Wake Up to the Real World (2006)
- Pandemonium (2010)
- Motherland (2013)
- Kingmaker (2016)
- Undress Your Madness (2019)

### EP'er
- Pretty Maids (1984)
- In Santa's Claws (1990)
- Offside (1992)
- Massacre Classix Shape Edition (1999)

### Livealbum
- Screamin' Live (1995)
- Alive At Least (2003)
- It Comes Alive (2012)
- Maid In Japan (2020)

### Opsamlingsalbum
- The Best Of: Back To Back (1998)
- First Cuts and Then Some (1999)
- Louder than ever (2014)
- Blast From the Past (2019)

## Tidligere Medlemmer
- Kenn Jackson (Kenn Lund Jacobsen) – bassguitar (1991–2010)
- John Darrow (Johnny Møller) – bassguitar (1981–1984)
- Phil More (Henrik Andersen) – trommer (1981–1990)
- Alan Owen (Allan Nielsen) – keyboard (1981–1990)
- Pete Collins (Jan Piete) – guitar (1982-1983 1987-1988)
- Rick Hanson (Kim Hansen) – guitar (1983–1985) (1986 indtil før Future World indspilning i USA 1987)
- Allan Delong (Allan Jensen) – bassguitar (1984–1990)
- Ricky Marx (Henrik Mark) – guitar (1988–1991)
- Michael Fast – trommer (1991–2005)
- Dominic Gale – keyboard (1990, 1992, 1995, 1996, 1998, 1999)
- Morten Sandager - keyboard (2006-2016)
- Allan Tschicaja - trommer (2006-2017)